# Naturpark Buchenberg

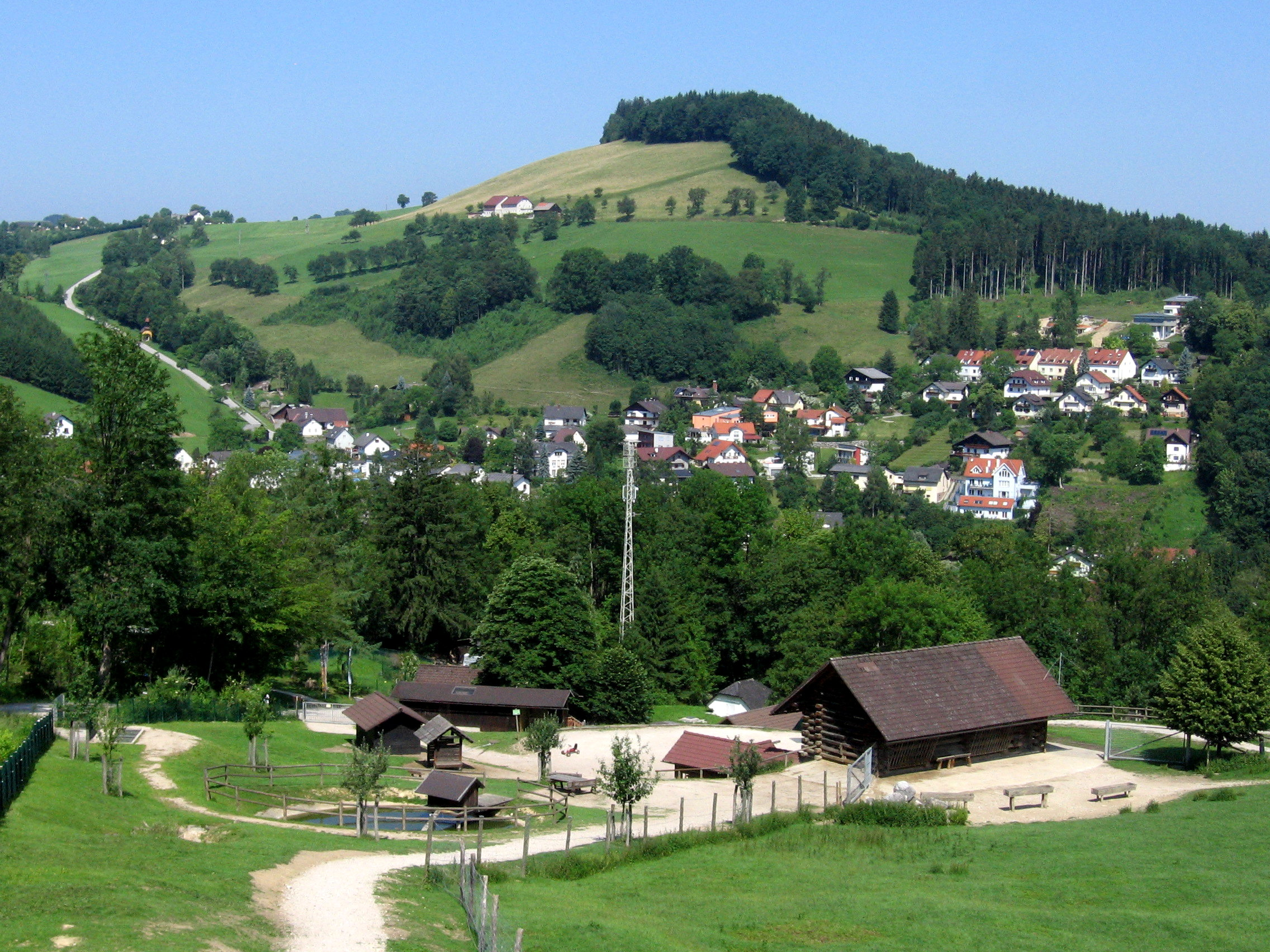
Blick auf den Haustierbereich des Wildparkes

Der Naturpark Buchenberg liegt in der Eisenwurzen des Mostviertels, im südwestlichen Niederösterreich und ist einer von 22 Naturparks, die in Niederösterreich zu finden sind. Er liegt zur Gänze im Gemeindegebiet von Waidhofen an der Ybbs. Im Vergleich zu den anderen österreichischen Naturparks ist dieser recht klein, er beinhaltet einen Wildtier- und Haustierpark. In diesem Teil des Parkes ist der Zugang nur gegen Eintrittsgebühr und zu bestimmten Öffnungszeiten möglich. Der restliche Teil des Naturparks ist frei zugänglich.

## Natürliche Sehenswürdigkeiten
Der Naturpark liegt am Übergangsbereich der Voralpen zum Alpenvorland, am Fuße des 790 Meter hohen namensgebenden Buchenbergs. Neben offenen Weideflächen ist das Gebiet von Mischwäldern geprägt. In den Tiergehegen werden typische Waldbewohner wie Dachs, Fuchs, Luchs, Wildkatze oder Eulenvögel gehalten.

## Errichtete Sehenswürdigkeiten
- Informationszentrum beim Eingang in den Tiergehegebereich.
- "Ossis Waldheimat", eine Uhu-Anlage mit Eulen und Käuze.
- Weidenlabyrinth und Spielplätze, sowohl innerhalb, als auch frei zugänglich außerhalb des Tierparkbereichs.
- Themenweg im Tierpark mit Informations- und Experimentierstationen.
- Ein Kletterwald mit über 90 Kletterstationen in den unterschiedlichen Schwierigkeitsgraden.
- Frei zugänglicher Themenweg „Wasser“, Höhenweg rund um den Buchenberg, Weg hinauf zum Gipfel des Buchenberges mit oberer Buchenbergkapelle am Gipfel.
- Wild- und Haustierpark unter anderem mit Großvögeln (Eule), Luchs- und Wildkatzengehege, ein Haustierbereich mit klassischen Bauernhoftieren wie Eseln, Kleinpferden, Schafen und ein Hirschgehege. Eine Besonderheit sind die begehbaren Vogelgehege, in denen man ohne Absperrung die Tiere hautnah erleben kann. Beim Haustierbereich gibt es ebenfalls Tiere „zum Anfassen“.